# Midtholmen
Ne doit pas être confondu avec Midtholmen (Fjell), Midtholmen (Stord) ou Midtholmen (Sveio).
Midtholmen est une île norvégienne du comté de Hordaland appartenant administrativement à Bømlo.

## Description
Rocheuse et désertique à l'exception de broussailles, à fleur d'eau, elle s'étend sur environ 205 m de longueur pour une largeur approximative de 132 m.